# Marina (filha de Arcádio)
Marina foi a filha do imperador bizantino Arcádio (r. 383–408) com sua esposa, a imperatriz Élia Eudóxia (r. 395–408), e irmã de Arcádia, Flacila, Élia Pulquéria e Teodósio II (r. 408–450). Teria nascido em 10 (segundo a Crônica Pascoal) ou 11 de fevereiro (segundo Conde Marcelino) de 403.
Sozomeno, Teodoro, o Leitor, Teófanes, o Confessor e a Suda mencionam que ela seguiu o exemplo de sua irmã Pulquéria ao não casar-se e dedicar sua vida às devoções religiosas. A Crônica Pascoal menciona que ela construiu um palácio na capital imperial de Constantinopla, informação aludida na crônica de Teófanes. Segundo a Crônica Pascoal, Conde Marcelino, Teodoro, o Leitor e João de Niciu, Marina faleceu em 3 de agosto de 449.